# Georgios Alexopoulos
Georgios Alexopoulos (Grieks: Γιώργος Αλεξόπουλος) (Athene, 7 februari 1977) is een Grieks voetballer die momenteel bij Ergotelis FC speelt en de positie inneemt van verdediger. Alexopoulos speelde eerder ook al bij AEK Athene, Egaleo FC, Iraklis FC en Panathinaikos.

## AEK Athene
Jarenlang werd Alexopoulos beschouwd als een van de beste verdedigers van AEK Athene tot hij door een ernstige blessure getroffen werd. Na een jaar afwezigheid begon Alexopoulos terug te trainen en er wordt verwacht dat hij in het seizoen 2007-2008 terug in het basiselftal zal spelen. Na zijn blessure lukte het hem echter niet meer om zijn oude niveau te behalen.

## Carrière
- 1995-2001: Panathinaikos
- 2001-2002: Iraklis FC
- 2002-2005: Egaleo FC
- 2005-2010: AEK Athene
- 2010-... : Ergotelis FC